# Арден, Элизабет
Эли́забет А́рден (англ. Elizabeth Arden; настоящее имя Флоренс Найтингейл Грэм; 31 декабря 1884, Вудбридж — 18 октября 1966, Нью-Йорк) — канадская предпринимательница, косметолог, основательница косметической империи Elizabeth Arden, Inc. в США. Благодаря работе компаний «Elizabeth Arden» и «Helena Rubinstein» в США изменилось отношение к косметике: она перестала восприниматься как «боевая раскраска» и превратилась в инструмент оздоровления и атрибут изысканной женщины. На момент смерти имела заработок в 60 млн долларов США.
Дважды была замужем, оба брака окончились разводом.

## Биография
Флоренс Найтингейл Грэм родилась 31 декабря 1884 года в Вудбридже — крупном населённом пункте в предместье города Вон в провинции Онтарио в Канаде, близ Торонто. Она была пятым, последним, ребёнком в семье. Назвали девочку в честь знаменитой медсестры  — Флоренс Найтингейл. 
Родители — Вильям Грэм и Сьюзен Тодд — эмигрировали в Канаду из Корнуолла (Великобритания) в 1870 году. Мать умерла рано, а денег часто не хватало даже для школы. Уже в шесть лет Флоренс помогала отцу торговать овощами на местном рынке, где часто видела обеспеченных и красивых женщин.
В Торонто она училась в школе медсестёр. Там же девушка впервые задумывается о косметологии[./Арден,_Элизабет#cite_note-_0129a4a414d3788f-8 [8]]. После обучения устраивается в сельскую больницу, что предопределило её судьбу: она решила разбогатеть на креме[./Арден,_Элизабет#cite_note-_0129a4a414d3788f-8 [8]]. К такой идее её подтолкнула работа, где она заметила эффект изменения кожи от мази из белков. Долгие эксперименты с яйцами и белковой смесью окончательно вывели из терпения отца, который поставил ей ультиматум: либо немедленное замужество, либо поиск хорошей работы, чтобы самой себя обеспечивать.

### Зрелые годы в Нью-Йорке
Флоренс выбрала второе и поехала в город надежд — Нью-Йорк, куда перебралась, по одним данным, в 1907, по другим — в 1908 году. Здесь она первым делом обратила внимание на обилие роскошных женщин, которые, конечно же, хотели стать ещё роскошнее.
Сначала ей пришлось поступить в химическую лабораторию, и только потом она устроилась на работу к одному из пионеров косметического бизнеса — в салон Элеанор Эдер на Пятой авеню помощником в косметическом магазине. В это время она формулирует свою жизненную позицию: «Я хочу добиться того, чтобы женщина без макияжа чувствовала себя голой».
Накопленных денег и знаний уже хватало для открытия собственного дела, но недоставало счастливого случая, который подвернулся, когда она встретилась с Элизабет Хаббард. На тот момент у Хаббард уже было несколько продуктов по уходу за кожей, а Флоренс имела навыки торговли. Так на Пятой авеню Нью-Йорка появляется магазин «Элизабет». Однако союз быстро распался: уже в 1909 году компаньонки поссорились, и Хаббард ушла, оставив магазин на Флоренс Грэм. В 1914 году бизнес разрастается, Флоренс собирает деньги, добавляет к имени в вывеске магазина фамилию «Арден», позаимствованную из поэмы Альфреда Теннисона «Энох Арден». Позже это название стало именем самой Элизабет.

### Формирование и реализация амбиций
Хотя финансовых средств у Арден было немного, она уже тогда решила, что её косметики достойны только представители высшего света — и всё вокруг должно об этом говорить. Потому в 1910 году она, заняв деньги, роскошно оборудует трёхкомнатный салон и эффектно оформляет вход в него: ярко-красная дверь бросается в глаза. Владелица объясняет, что это должно привлечь внимание, как красный цвет светофора, и заставить человека войти.
Обгоняя время, Элизабет настоятельно рекомендует ухаживать не только за лицом, но и за всем телом; предлагает серии кремов для разных типов кожи, применяемые на четырёх этапах ухода за ней: очищающие, тонизирующие, увлажняющие и питательные. Чуть позже к этому списку добавится косметика для глаз, парфюмы и декоративная косметика. Несколько знаковых парфюмов марки, к примеру, Elizabeth Arden 5th Avenue, созданный в 1996 году, выпускаются брендом по сей день. Упаковка становится элегантной и заметной на фоне конкурентов, каждая из них станет произведением искусства.
Арден первая создаёт коммерческое шоу во время сеансов кино как рекламу своей продукции. Позднее она объединит имя компании с выпуском автомобилей класса люкс, назвав это «Путь к красоте с роскошью». Каждый автомобиль фирмы «Крайслер» предусматривает специальный кейс в салоне, наполненный продуктами компании. В 1996 году супермодель Амбер Валетта стала эксклюзивным лицом компании. Несколько парфюмерных ароматов были созданы в сотрудничестве с Карлом Лагерфельдом, Нино Черрути, Валентино, Жан-Луи Шеррером, Домом Хлое и Элизабет Тейлор.
В 1918 году Элизабет выходит замуж за Томаса Льюиса Дженкинсона и получает американское гражданство. Томас помогает ей (в качестве коммерческого директора) вести бизнес до 1935 года, однако она не выделяет ему часть своей корпорации, аргументируя тем, что компания её, а он всего лишь работник. Они разводятся, и Томас уходит в конкурирующую фирму — «Helena Rubinstein».

### Открытиеспа-салона
В 1934 году Элизабет строит в городе Риме, штат Мэн, первый в США спа-салон, который называет «Maine Chance Beauty SPA» (вольный перевод: «Главный шанс красоты»). Предполагается, что на 480 га будет располагаться конюшня (это страсть самой Арден) и паровые бани; сам спа-салон предлагает тренировки, ведение диеты, воск, уход за лицом и грязевые маски. Часть персонала, например шеф-повара, пригласили из-за рубежа.
Удачный опыт был неоднократно повторен как в стране, так и за рубежом. Салоны Элизабет Арден в конечном счёте были везде: в США, Европе, Австралии и Южной Америке — всего более сотни. После смерти Элизабет в 1966 году хозяйство было разделено на несколько участков поменьше и распродано. Европейские отделения спа-салонов были под следствием ФБР, так как предполагалось, что они использовались для укрытия нацистов.

### Признание и смерть
В 1942 году Арден выходит замуж за князя Михаила Евлонова, но брак продлился лишь два года, и в 1944 году они развелись. В салонах Элизабет было произведено более трёхсот наименований косметики. Как завещала Элизабет, её товары должны продаваться по высокой цене, что придаст образ неповторимости и качества.
Журнал Time в 1946 году поместил фото Элизабет на обложку.
Арден умерла в больнице Ленокс-Хилл в Манхэттене в 1966 году  и была похоронена на кладбище Сонная Лощина в Слипи-Холлоу, штат Нью-Йорк. Она оставила после себя 17 компаний, 40 салонов красоты и личное состояние в 11 млн долларов.

## Влияние
В компании «Элизабет Арден» начали обучать женщин наносить макияж; её сотрудники первыми в мире стали проводить научные разработки косметики. Благодаря этой компании появились координирующие тени и цвета для глаз, губ и всего лица. Опережая своё время, Элизабет предложила уход за всем телом, а не только за лицом, а также серии кремов для различных типов кожи, основанные на четырёх этапах: очищение, тонизация, увлажнение и питание; выпускала косметику для глаз, парфюмы и декоративную косметику. Фирма одной из первых стала трепетно относиться к упаковке, делая её не просто заметной, а доводя до уровня «произведения искусства».
Самой эстетикой того, что леди настолько же обязана быть накрашенной, как и одетой, мир обязан Элизабет — до этого макияж ассоциировался с проституцией. Она направляла деятельность на женщин средних лет, предлагая им омоложение и красивый образ; например, она роскошно оборудовала свои салоны, чтобы привлечь более состоятельных женщин. Ныне «Элизабет Арден» — дочерняя компания Unilever.
Элизабет первой начала практиковать коммерческое шоу во время сеансов кино как рекламу своей продукции. Одной из первых стала сотрудничать с компаниями, выпускающими автомобили класса люкс, называя это «Путь к красоте с роскошью» и добавляя в каждый «Крайслер» кейс с косметикой. Одной из первых подписала контракт с супермоделью, используя её как лицо марки.

## Увлечения
Одним из увлечений Элизабет Арден были скаковые лошади. Например, лошадь из её конюшен выиграла дерби в Кентукки в 1947 году. Она лично заботилась о лошадях, даже сама втирала им крем в кожу после скачек, что иронично воспринимали профессионалы. Для лечения ран своих лошадей она разработала специальный заживляющий крем.

## Галерея

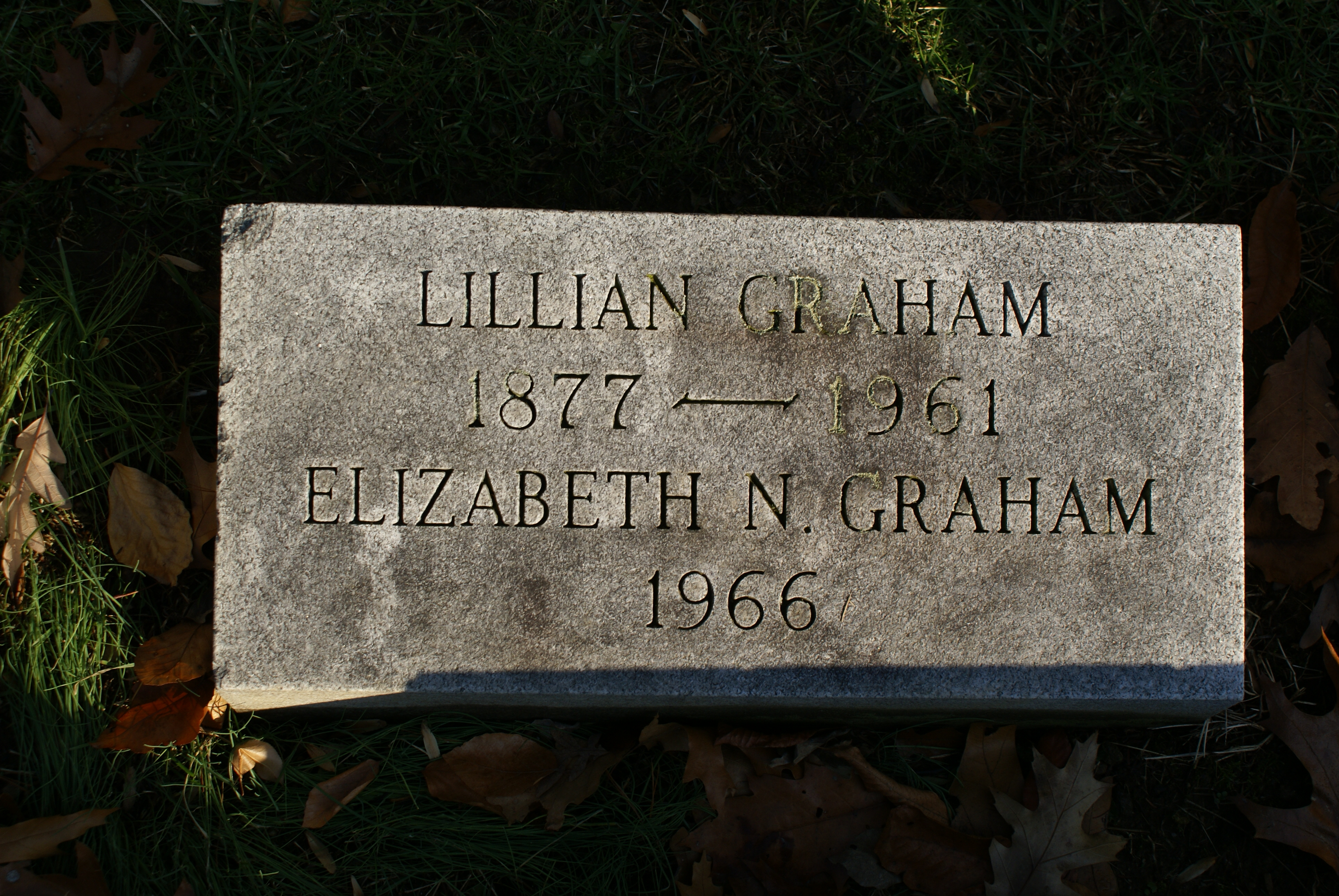
Надгробие, верхняя часть
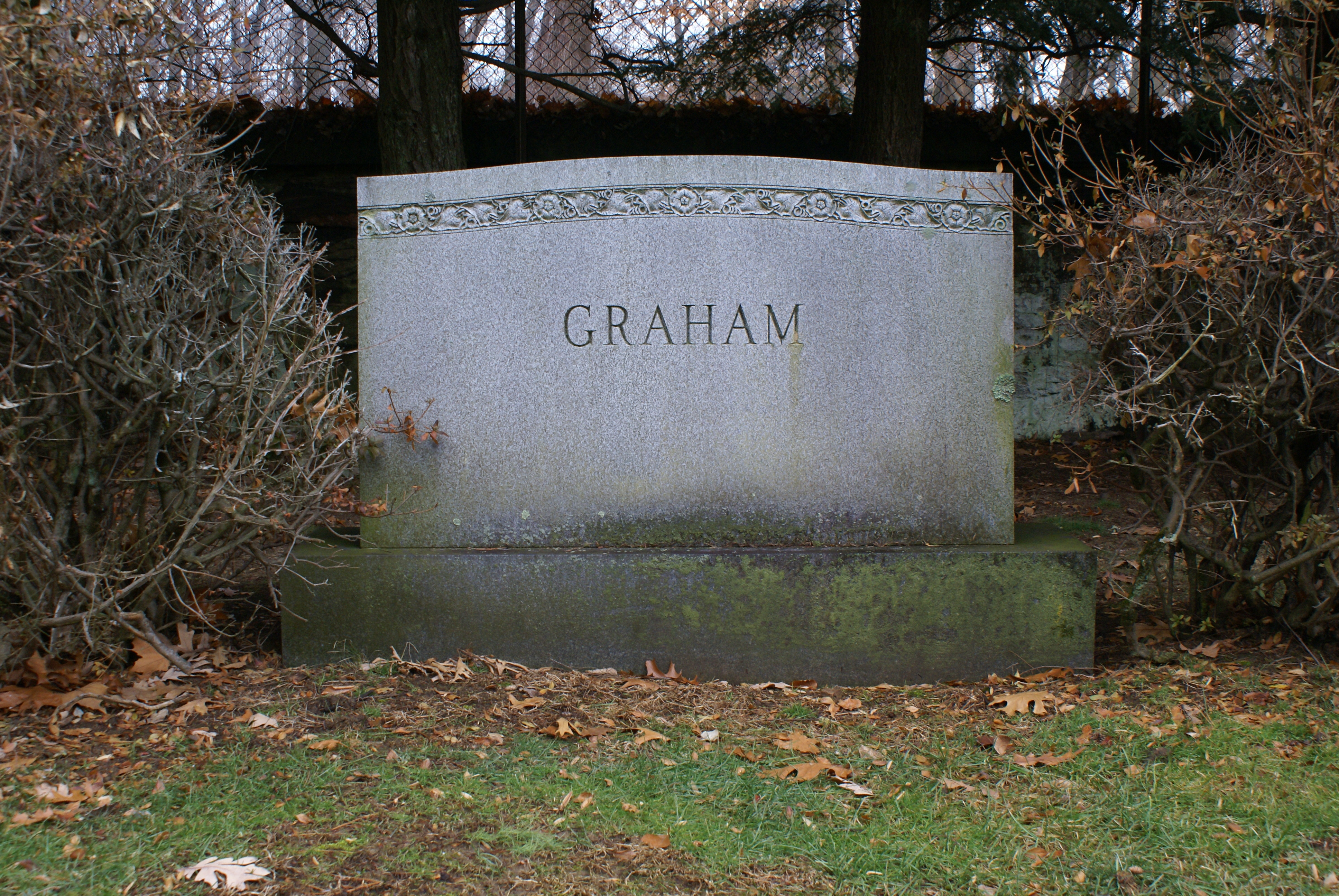
Надгробие, лицевая сторона

## Фильмы
- Der Puderkrieg — документальный фильм — США, 2007